# Yağmur Sarıgül

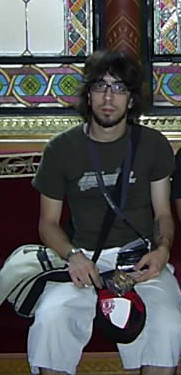
Yağmur Sarıgül (2006)

Yağmur Sarıgül (* 26. August 1979 in Antalya) ist ein türkischer Musiker. Er ist Gitarrist und Songwriter der Band maNga.

## Leben
Sarıgül wurde am 26. August 1979 in Antalya geboren. Im Alter von drei Jahren zog er mit seiner Familie nach Ankara. Sein musikalisches Talent wurde früh in seiner Kindheit entdeckt. Beide seiner Eltern sind Amateurmusiker – sein Vater spielte Ney und seine Mutter Oud. 
Er selbst begann klassische und türkische Folkmusik zu hören. Mit zehn Jahren lernte er an der Hacettepe-Universität Pianospielen, dann studierte er Violine an der Bilkent-Universität. Dann begann er Gitarre zu spielen. 
Zu dieser Zeit studierte er in der Ankara Anatolian Arts High School. Später studierte er an der Gazi-Universität.
2001 spielte er – bevor er die Band maNga gründete – bei den Rockbands Laterna und 6/8. Er wurde 2002 zum besten Musiker beim Sing Your Song-Contest, wo maNga Zweiter wurde, nominiert. Auf Konzerten spielte Sarıgül früher auf einer Washburn (7-Saiter-Gitarre) und mit einer Ibanez K7 (7-Saiter-Gitarre). 2007 schloss er einen Vertrag mit der Gitarrenfirma „Cort“ ab und ist seitdem offizieller Cort-Gitarrist. Er spielt mittlerweile eine Cort Turkish Edition, eine Cort Viva-7 und eine Gibson Gothic Explorer (7-Saiter).

## Songwriting
Sarıgül schreibt die Texte und die Musik der Band. Auf dem Debütalbum schrieb er die Musik und Texte zu 8 Songs (Açılış, Kal Yanımda, Yalan, Libido, Yalan 2, maNgara, Kapanış und Kandırma Kendini).
Bei den Songs Bitti Rüya, Dursun Zaman, İtildik, Kapkaç und Sakın Bana Söyleme wurde er von Sänger Ferman Akgül, Özgür Can Öney und Haluk Kurosman unterstützt.
Er coverte die Songs İz Bırakanlar Unutulmaz von Vega, sowie Raptiye Rap Rap von Cem Karaca.
Die Songs zum 2009 erschienenen Album Şehr-i Hüzün wurden ebenfalls von Sarıgül und Ferman Akgül geschrieben.